# Polypodium elongatum
Polypodium elongatum là một loài thực vật có mạch trong họ Polypodiaceae. Loài này được Aiton miêu tả khoa học đầu tiên năm 1789.